# Powstanie kazachskie (1837–1847)
Powstanie kazachskie (1837–1847) – powstanie Kazachów pod wodzą Kenesary-chana, skierowane przeciwko rosyjskiemu osadnictwu na terenach kazachskich. Było reakcją na inkorporację stepów kazachskich do Rosji w 1822 r. i następujące po niej narzucanie Kazachom rosyjskiego trybu życia.